# Westport Island
Westport Island város az USA Maine államában, Lincoln megyében. Lakosainak száma 719 fő (2020. április 1.).

## Népesség
A település népességének változása:

| 2010 | 718 |
| 2020 | 719 |